# Sphaeronella microcephala
Sphaeronella microcephala är en kräftdjursart som beskrevs av Giard och Bonnier 1893. Sphaeronella microcephala ingår i släktet Sphaeronella, och familjen Nicothoidae. Arten är reproducerande i Sverige.